# Le Magnific
Le Magnific, de son vrai nom Jacques Silver Bah, né à Tessian, est un comédien, acteur et chanteur ivoirien.

## Biographie
Originaire de Facobly, une ville à l'ouest de la Côte d'Ivoire, Le Magnific est issu d'une famille wôbê de deux garçons dont il est premier enfant.
Il fait ses études primaires à Tessian où il va échouer à l'examen d'entrée en sixième, c'est après cet échec que sa mère l'envoie à Abidjan où il obtient son entrée en sixième à Marcory où il y termine ses études secondaires. Dans la même période, Le Magnific rêve de devenir un footballeur professionnel. Il joue bien au foot, ce qui lui permet d'intégrer le FC Cosmos, un club de la troisième division ivoirienne. Il intègre par la suite le club Stade d'Abidjan. Une blessure au genou l'amène à stopper sa carrière dans le football et décide de retourner à ses études. 
Il obtient ensuite son brevet de technicien supérieur en gestion commerciale en 2003. Son talent en humour va prendre le dessus des années plus tard,.

## Carrière
Le Magnific fait ses débuts dans les maquis, où il donne des prestations chaque soir. Il s'essaye ensuite à la radio et à la télé. Le Magnific fait ses preuves à la radio de Koumassi avant de rejoindre Didier Bléou à la Radio Fréquence 2. Il joue également avec Digbeu Cravate dans l'émission Le grand jour, et apparaît à la télévision en 2005 avec Guy Serge Kadio dans l'émission rire et chanson de la télévision nationale RTI music. Il sera accueilli dans l'émission Les après-midis de la 2, émission qu'il continue d'animer avec l'animatrice Assa Julien.
Il est révélé en 2009 à la 7ème édition du Festival international du rire d'Abidjan (Fira) d’Adama Dahico. Par la suite, sa prestation à l’émission « Bonjour 2010 » à Yamoussoukro le fait entrer dans le monde de l'humour,.
Il fête ses 19 ans de carrière en 2021.

## Discographie

### Album
- Goûter voir

## Filmographie
- Le Gendarme d'Abobo[7],[8].

## Distinctions
- Meilleure Révélation Humour en 2010, Côte d'Ivoire.
- Gbich d'or, trophée récompensant le meilleur humoriste de l'année en Côte d'Ivoire.
- Trophée du meilleur humoriste de l'Afrique de l'ouest à Niamey au Niger en 2013[1].